# Villa Hidalgo, Ometepec
Villa Hidalgo är en ort i Mexiko.   Den ligger i kommunen Ometepec och delstaten Guerrero, i den sydöstra delen av landet, 300 km söder om huvudstaden Mexico City. Villa Hidalgo ligger 454 meter över havet och antalet invånare är 543.
Terrängen runt Villa Hidalgo är huvudsakligen kuperad, men den allra närmaste omgivningen är platt. Runt Villa Hidalgo är det ganska tätbefolkat, med 129 invånare per kvadratkilometer. Närmaste större samhälle är Ometepec, 4,2 km söder om Villa Hidalgo. Omgivningarna runt Villa Hidalgo är en mosaik av jordbruksmark och naturlig växtlighet.